# サイドポケット (ゲーム)
『サイドポケット』は1986年にデータイーストより稼働されたアーケードゲーム。1987年10月にはデータイースト開発、ナムコ（現：バンダイナムコエンターテインメント）発売でファミリーコンピュータにも移植された。メガドライブ、ゲームボーイ、スーパーファミコン等にも移植され、『ポケットギャル』のタイトルでアーケードゲームに逆移植された。
ファミリーコンピュータ版以外は発売もデータイーストが担当している。現在はジー・モードが版権を所有する。
なお、続編『サイドポケット2 伝説のハスラー』についても本記事で述べる。
さらに続編としてセガサターンでは1997年7月18日（廉価版の「サタコレ」は1998年11月19日）に、PlayStationでは1998年4月16日に『サイドポケット3』が発売されている。

## 概要

### ファミリーコンピュータ版
オーソドックスなビリヤードゲーム。ハスラーとしてナインボールで得点ノルマをクリアし、ボーナスゲームやトリックショットを成功させてCITYという町のプールバーのチャンピオンになることから始まり、「JAPAN」→「USA」→「WORLD」の順にクラスアップを経て、「WORLD」をクリアするとエンディングメッセージが表示される。
ゲームの途中でポケットに☆マークが表示され、そこに的球を入れるとボーナス。「B」「TRICK」「1」のいずれかが表示され、そこへ的球を入れるとボーナス点、グラスが追加された高難易度のトリックショット、打数追加のいずれかになる。的球の残りが1個、または打数が少なくなると「ZONE!」と表示され、ここに手球を入れるとボーナスゾーンに行き、スペシャルゲームに挑戦できる。また、JAPAN以降は2･3回打った後の1回に9番か10番ボールが反発力最高のボールになる。
そのほか、トレーニングモードと2人プレイのモードがあり、2人プレイは3ゲーム先取の得点が高いほうが勝者となる。

## 移植版
| No. | タイトル                             | 発売日         | 対応機種               | 開発元                             | 発売元             | メディア                            | 型式 | 備考                       | 出典                    |
| --- | ------------------------------------ | -------------- | ---------------------- | ---------------------------------- | ------------------ | ----------------------------------- | ---- | -------------------------- | ----------------------- |
| 1   | サイドポケット                       | 1987年10月30日 | ファミリーコンピュータ | データイースト                     | ナムコ             | 1.25Mロムカセット                   |      |                            |                         |
| 2   | サイドポケット                       | 1990年9月21日  | ゲームボーイ           | データイースト                     | データイースト     | ロムカセット                        |      |                            |                         |
| 3   | サイドポケット                       | 1992年12月11日 | メガドライブ           | データイースト                     | データイースト     | 8Mロムカセット                      |      |                            |                         |
| 4   | サイドポケット                       | 1994年3月18日  | スーパーファミコン     | イグアナエンターテインメント       | データイースト     | 8Mロムカセット                      |      |                            |                         |
| 5   | Side Pocket                          | 1994年         | ゲームギア             | データイースト オペラハウス イスコ | データイースト     | ロムカセット                        |      |                            |                         |
| 6   | サイドポケット for ワンダースワン    | 1999年11月25日 | ワンダースワン         | データイースト                     | データイースト     | ロムカセット                        |      |                            |                         |
| 7   | サイドポケット                       | 2005年         | フューチャーフォン     | ジー・モード                       | ジー・モード       | ダウンロード                        |      |                            |                         |
| 8   | サイドポケット                       | 2010年8月17日  | Windows                | データイースト                     | D4エンタープライズ | ダウンロード (プロジェクトEGG)      | -    | メガドライブ版の移植       |                         |
| 9   | サイドポケット                       | 2011年9月7日   | ニンテンドー3DS        | データイースト                     | ジー・モード       | ダウンロード (バーチャルコンソール) | -    | ゲームボーイ版の移植       |                         |
| 10  | サイドポケット                       | 2012年4月17日  | Windows                | イグアナエンターテインメント       | D4エンタープライズ | ダウンロード (プロジェクトEGG)      | -    | スーパーファミコン版の移植 |                         |
| 11  | スーパーファミコン Nintendo Classics | 2023年3月16日  | Nintendo Switch        | 任天堂                             | 任天堂             | ダウンロード                        | -    | スーパーファミコン版の移植 | [ 5 ] [ 6 ] [ 7 ] [ 8 ] |
| 12  | G-MODEアーカイブス55 サイドポケット  | 2025年5月8日   | Nintendo Switch        | ジー・モード                       | ジー・モード       | ダウンロード                        | -    | フューチャーフォン版の移植 | [ 9 ]                   |

## サイドポケット2 伝説のハスラー
『サイドポケット2 伝説のハスラー』（サイドポケットツー でんせつのハスラー）は、1995年3月31日にデータイーストが開発・発売を担当したセガサターン用ソフトである。トーナメント、トレーニング、対戦のほかにトリックショットが独立したものになり、新たにストーリーモードと試合形式に8ボールが追加された。

### 登場人物
ミネソタ・ファッツ
声：大塚周夫
本名：ルドルフ・ウォルター・ワンドロンjr。勝負のスリルに魅了されてビリヤードを始め、アメリカでは非常に名の知れた伝説のハスラー。映画『ハスラー』の大ヒットにより、自身をモデルにした人物の名前を名乗るようになった。「ビリヤードで正装（タキシード）はしない」を信条にしており、常に背広とノーネクタイで生活している。
フレッド
声：柴山由崇
ハスラー仲間。
ジュニア
声：江川央生
ファッツの愛弟子。ビッグ・Gの始末に向かわせるが、金に目がくらんで手を組む。
ティナ
声：合士真理
ロサンゼルスで対戦するハスラー。ビッグ・Gの手下。
ダイヤモンド
声：木内達也
ラスベガスで対戦するハスラー。キューを杖代わりにしている。
ビッグ・G
声：飛矢馬剣
黒幕。過去に多くのプールバーを経営し、ギャンブルビリヤードで財を成してファッツに勝負を挑まれ、完膚なきまでに叩きのめされた。

### ストーリー
あるプールバーにジュニアを呼び寄せたファッツは、かつて過去にビリヤードで完勝したギャンブラーのビッグ・Gが活動を再開したという噂を聞き、体力の衰えを理由にジュニアを刺客として向かわせる。しかし、その10日後の新聞にはビッグ・Gと並んで写るジュニアの姿があった。ミイラ捕りがミイラとなってしまった責任を感じ、ファッツは急いでジュニアを探す旅に出る準備に取りかかる。